# Amphelictus hovorei
Amphelictus hovorei är en skalbaggsart som beskrevs av Eya och Chemsak 2003. Amphelictus hovorei ingår i släktet Amphelictus och familjen långhorningar.
Artens utbredningsområde är Costa Rica. Inga underarter finns listade i Catalogue of Life.